# Zotero
Детальніші відомості про використання Zotero у Вікіпедії ви можете знайти в статті Вікіпедія:Zotero.
Zotero — програма з відкритим вихідним кодом, є додатком (плагіном) до браузера Firefox. Дозволяє користувачеві збирати, упорядковувати, та організовувати інформацію для власної дослідницької роботи з усіх типів джерел, що можливі для відображення в браузері (статті в форматі PDF, вебсторінки, текстові файли, музичні, відео файли тощо). Ця програма належить до групи програм — «бібліографічних менеджерів» (англ. reference management software).
На багатьох пошукових вебсайтах, що містять літературні бібліотеки (такі як Google Scholar, Google Книги, Amazon.com, та навіть Вікіпедія), Zotero може кількома кліками миші знайти і зберегти всю бібліографічну інформацію в локальний файл. Якщо джерело є он-лайн статтею чи вебсторінкою, Zotero може, за бажанням, зберегти локальну копію цього джерела, до якої користувач може додавати нотатки (нотатки підтримують html і, як наслідок додавання зображень), теги, підсвічування тексту (тільки для вебсторінок), а також власні метадані. В подальшому дані створеної локальної бібліотеки можуть бути зібрані (відформатовані) в бібліографію, яку можна роздрукувати або зберегти окремим файлом (файлами).
Програму розроблено англ. Center for History and New Media в Університеті Джорджа Мейсона (GMU). Випускається під Загальною Публічною Ліцензією (GPL). Як і браузер Firefox працює на платформах Windows, Linux, macOS.

## Можливості
- Збереження бібліографічної інформації на льоту з сайтів Google Scholar, Google Книги, Amazon.com, ScienceDirect, Springerlink та інш.
- Збереження джерел (вебсторінки, .pdf, відео, звукові та інш. файли)
- Інтеграція з MS Word та OpenOffice.org
- Створення шкали часу джерел
- Українська локалізація
- Створення звітів з вибраного джерела чи групи джерел
- Розширення
- Відкритий вихідний код
- Синхронізація з сервером, перенесення на іншій комп'ютер, зберігання бібліотеки на переносних носіях
- Сортування за колекціями, можливість створення «розумних» колекцій (збережений пошук/saved search) — колекція, що автоматично збирає джерела по вказаній масці розширеного пошуку.
- Швидкий та розширений пошук
- Додавання до джерел анотацій, нотаток, файлів, тагів
- Навігація за ключовими словами (Тегами)
- Сканування файлу на пошук і створення бібліографії (RTF Scan)
- Аналіз .pdf з пошуком та «витягуванням» бібліографічної інформації.
- Можливість імпорту бази даних з різноманітних джерел/форматів — BibTeX, RIS, RDF, BibIX та інш.
- Різноманіття стилів оформлення бібліографічного списку, можливість написання користувацького стилю.
- Багато іншого.

## Цікаві факти
- Zotero — взято з албанської і означає «опанувати».[4]
- Девіз Zotero: «See it. Save it. Sort it. Search it. Cite it.» («Побачити. Зберегти. Систематизувати. Знайти. Цитувати»)

## Виноски
1. ↑  https://www.quora.com/Which-languages-are-used-in-Zotero
2. ↑  https://developer.mozilla.org/en-US/docs/Archive/List_of_Mozilla-Based_Applications
3. ↑  add image in notes. Zotero Forums (англ.). Архів оригіналу за 24 березня 2016. Процитовано 11 листопада 2008.
4. ↑  The Etymology of Zotero (англ.). Архів оригіналу за 15 червня 2008. Процитовано 2 жовтня 2008.